# Cratere Canuleia
Canuleia è un cratere sulla superficie di 4 Vesta.